# Arsenio Martínez-Campos y de la Viesca
Arsenio Martínez-Campos y de la Viesca (Madrid, 11 de mayo de 1889-Madrid, 29 de diciembre de 1956) fue un militar, político, diputado, escritor, ejecutivo y noble español.

## Trayectoria
Nieto del general Arsenio Martínez Campose hijo del teniente coronel Ramón Martínez Campos y de Rivera.
Como su abuelo y como su padre, fue militar y diputado. Además de ser dos veces Grande de España, ostentaba los títulos de II duque de Seo de Urgel, III marqués de Martínez Campos y III marqués de Viesca de la Sierra.
Fue diputado por Ciudad Real en 1919, 1920 y 1923; general de división y segundo subjefe del Estado Mayor. Durante estos años mantuvo una estrecha amistad con Francisco Franco, lo cual se puede comprobar con la abundante correspondencia postal que mantenían.
En 1922 publicó un libro titulado Melilla,1921.

### Participación en la Guerra civil española
Estando retirado, se reincorporó al ejército del bando sublevado el 18 de julio de 1936.
Tuvo un importante desempeño en la sublevación militar de 1936, junto con el teniente Manuel de Mora Figueroa y otros cuatro falangistas, zarpó de Cádiz al mando de dos barcos, el Nuestra Señora del Pilar y el Pitucas. Estas naves pertenecían al Consorcio Nacional Almadrabero, del cual se desempeñó como vicepresidente.
Atravesaron el Estrecho de Gibraltar y arribaron a Ceuta, donde fue herido por equivocación. Desvanecido ya el error y tras haberse curado, el 23 de julio las embarcaciones fueron usadas para transportar aproximadamente 200 mercenarios de la Legión hasta Algeciras, donde se incorporaron a las fuerzas sublevadas en la península.

### Actividad posterior
Según su bisnieta Verónica, Arsenio fundó en 1945 el restaurante de lujo Jockey, enfrente del Ministerio del Interior.
Fue consejero del Banco Español de Crédito y del Banco Hipotecario de España.

## Matrimonio y descendencia
Contrajo matrimonio el 27 de febrero de 1919 con María Dolores Rodríguez-Garzón y Limón con la que tuvo una hija, María del Pilar.

## Obras
- Melilla, 1921. Tip. Yagües, 1922 - 367 p.